# George Fish
Charles Webster Doe, Jr. (Los Angeles, 4 april 1895 - East Hampton, 22 februari 1977) was een Amerikaans rugbyspeler.

## Carrière
Tijdens de Olympische Zomerspelen 1920 werd hij met de Amerikaanse ploeg olympisch kampioen.

## Erelijst

### Met Verenigde Staten
- Olympische Zomerspelen:  1920